# Ma Lin (tafeltennisser)
Ma Lin (Shenyang, 19 februari 1980) is een Chinees tafeltennisser. De rechtshandige penhouder heeft meerdere Olympische titels op zijn naam staan. Ma Lin bereikte zowel in 2002, 2003, 2004 als 2007 de eerste plaats op de ITTF-wereldranglijst.
Ma Lin begon met tafeltennis op z'n zesde. Toen hij veertien jaar was, werd hij voor het eerst opgeroepen voor het Chinese nationale team.
De Chinees kwam in clubverband uit voor onder meer het Oostenrijkse SVS Niederösterreich.

## Belangrijkste overwinningen

### Olympische Spelen
- 2004 Goud, dubbelspel (met Chen Qi)
- 2008 Goud, team (met Wang Liqin en Wang Hao)
- 2008 Goud, enkelspel (finale tegen Wang Hao)

## WK
- Wereldkampioen dubbelspel 2007 (met Chen Qi)
- Wereldkampioen gemengd dubbel 1999 (met Zhang Yingying) en 2003 (met Wang Nan)
- Wereldkampioen landenteams 2001, 2004, 2006, 2008 en 2010
- Enkelspel: verliezend finalist in 1999 (tegen Liu Guoliang), 2005 en 2007 (beide tegen Wang Liqin), brons op het WK 2009
- Verliezend finalist dubbelspel 2011 (met Chen Qi)

### Winnaar World Cup
- 2000 Enkelspel (finale tegen Kim Taek-soo)
- 2003 Enkelspel
- 2004 Enkelspel (beide in finales tegen Kalinikos Kreanga)
- 2006 Enkelspel (finale tegen Wang Hao)
- 2007 Team

## ITTF Pro Tour
Enkelspel:
- Winnaar ITTF Pro Tour Grand Finals 2001 (finale tegen Wang Liqin) en 2007 (finale tegen Wang Hao)
- Winnaar Maleisië Open 1998
- Winnaar Australië Open 1999
- Winnaar Denemarken Open 2001, 2002 en 2003
- Winnaar Amerika Open 2002
- Winnaar Duitsland Open 2002
- Winnaar Polen Open 2002
- Winnaar Korea Open 2003
- Winnaar China Open 2003, 2004, 2006 en 2007
- Winnaar Singapore Open 2006
- Winnaar Koeweit Open 2006
- Winnaar Qatar Open 2007 en 2008
- Winnaar Frankrijk Open 2007
- Winnaar Japan Open 2008

Dubbelspel:
- Winnaar ITTF Pro Tour Grand Finals 1999, 2002 (beide met Kong Linghui), 2003, 2004 (beide met Chen Qi), 2011 (met Zhang Jike)
- Winnaar Maleisië Open 1997 (met Yan Sen)
- Winnaar Australië Open 1997 (met Yan Sen)
- Winnaar Libanon Open 1998 (met Qin Zhijian)
- Winnaar China Open 1998 (met Qin Zhijian), 2003, 2004 (beide met Chen Qi), 2007 (met Wang Hao) en 2008 (met Wang Liqin)
- Winnaar Japan Open 1998 (met Wang Tao), 1999 (met Qin Zhijian), 2001 (met Wang Hao), 2003 (met Chen Qi) en 2006 (met Wang Hao)
- Winnaar Zweden Open 1998 (met Qin Zhijian), 2000 (met Liu Guoliang) en 2003 (met Wang Hao)
- Winnaar Joegoslavië Open 1998 (met Qin Zhijian)
- Winnaar Frankrijk Open 1999 (met Kong Linghui) en 2007 (met Wang Hao)
- Winnaar Polen Open 2000 (met Liu Guoliang)
- Winnaar Amerika Open 2002 (met Kong Linghui)
- Winnaar Duitsland Open 2002 (met Kong Linghui)
- Winnaar Nederland Open 2002 (met Kong Linghui)
- Winnaar Korea Open 2003 (met Chen Qi)
- Winnaar Denemarken Open 2003 (met Wang Hao)
- Winnaar Griekenland Open 2004 (met Chen Qi)
- Winnaar Singapore Open 2004 en 2006 (beide met Chen Qi)
- Winnaar Koeweit Open 2006 (met Chen Qi), 2008 (met Wang Hao), 2009 (met Chen Qi) en 2010 (met Zhang Jike)
- Winnaar Kroatië Open 2007 (met Wang Hao)
- Winnaar Qatar Open 2008 (met Chen Qi) en 2010 (met Wang Hao)

1988: Yoo Nam-kyu ·
1992: Jan-Ove Waldner ·
1996: Liu Guoliang ·
2000: Kong Linghui ·
2004: Ryu Seung-min ·
2008: Ma Lin ·
2012: Zhang Jike ·
2016: Ma Long ·
2020: Ma Long ·
2024: Fan Zhendong
1988: Wei Qingguang / Chen Longcan ·
1992: Lu Lin / Wang Tao ·
1996: Liu Guoliang / Kong Linghui ·
2000: Wang Liqin / Yan Sen ·
2004: Chen Qi / Ma Lin
2008: Ma Lin, Wang Hao, Wang Liqin ·
2012: Ma Long, Wang Hao, Zhang Jike ·
2016: Ma Long, Xu Xin, Zhang Jike ·
2020: Fan Zhendong, Ma Long, Xu Xin ·
2024: Fan Zhendong, Ma Long, Wang Chuqin